# François Joseph Kirgener

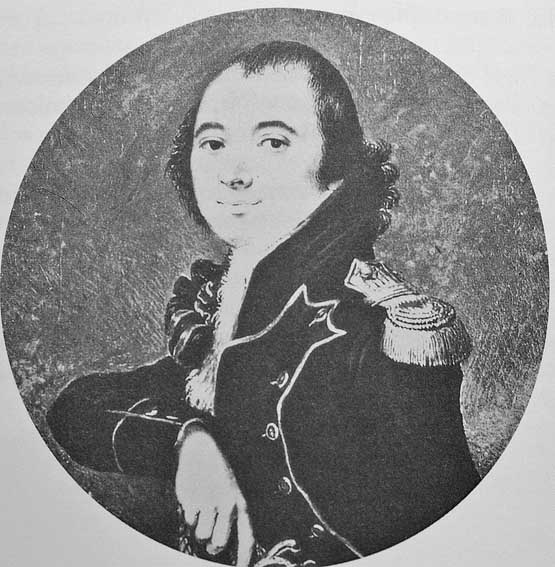
François Joseph Kirgener

François Joseph Kirgener (* 8. Oktober 1766 in Paris; † 22. Mai 1813 Markersdorf) war ein französischer Général de division. 

## Leben
Bis zur Revolution verdiente sich Kirgener seinen Lebensunterhalt als Mathematiklehrer. Arbeitslos und ein Anhänger Napoleons, schloss er sich 1793 im Rang eines Sous-lieutenant der Revolutionsarmee an. Als Ingenieur diente er als erstes in der Armée du Nord. 
Nachdem er sich in mehreren Schlachten bewährt hatte, wurde Kirgener 1805 das Kommando über ein Ingenieur-Korps in Marschall Jean Lannes’ Armee übertragen. Seine Erfolge in der Schlacht bei Austerlitz am 2. Dezember desselben Jahres führten am 25. Dezember zur Beförderung zum Général de brigade. 
Am 30. September 1809 heiratete er Louise de Guéhéneuc (1782–1856) und wurde damit der Schwager von Jean Lannes’ († 1809) Witwe und von General Charles-Louis Guéhéneuc. 
In der Schlacht bei Reichenbach und Markersdorf am 21. Mai 1813 war Kirgener mit Napoleon Bonaparte und den Generälen Armand de Caulaincourt und Géraud Christophe Michel Duroc zu Pferd unterwegs. Sie wurden beschossen, Kirgener wurde durch einen umstürzenden Baum getroffen und starb noch auf dem Schlachtfeld. General Duroc erlag einen Tag später seinen Verletzungen. Napoleon ordnete noch auf dem Schlachtfeld an, dort einen Gedenkstein für die beiden Generäle zu errichten.

## Ehrungen
- Commandeur der Ehrenlegion
- Baron de l’Empire
- Sein Name findet sich am östlichen Pfeiler (15. Spalte) des Triumphbogens am Place Charles-de-Gaulle (Paris).